# Articulație

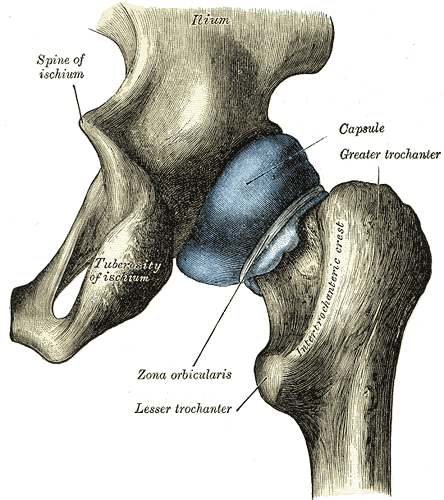
Articulația șoldului, vedere anterioară.

O articulație (joncțiune) sau încheietură anatomică constituie totalitatea elementelor care unesc între ele două sau câteva oase vecine.